# 9. kolovoza
9. kolovoza (9. 8.) 221. je dan godine po gregorijanskom kalendaru (222. u prijestupnoj godini).
Do kraja godine imaju još 144 dana.

## Događaji
- 48. pr. Kr. – U bitci kod Farsala Cezar je nanio odlučan poraz Pompeju, koji je pobjegao u Egipat.
- 480. pr. Kr. – bitka kod Termopila, u kojoj je perzijska vojska pod vodstvom kralja Kserksa pobijedila vojsku spartanskog kralja Leonide.
- 378. – Bitka kod Hadrijanopola: Goti teško porazili Rimljane. Poginuo istočno-rimski car Valens koji je 338. rođen u današnjim Vinkovcima.
- 1471. – Francesco della Rovere izabran je za papu kao Siksto IV., čime je počelo svjetovnije razdoblje renesansnog papinstva koje je obilježeno rodbinskim vezama, narušenim financijama i kupovanjem službi. Ipak, Siksto IV. zabilježen je i kao veliki promicatelj umjetnosti pa je među ostalim dao sagraditi znamenitu Sikstinsku kapelu.
- 1842. – SAD i Velika Britanija potpisale sporazum kojim je određena granica između SAD-a i Kanade.
- 1849. – Austrija i Rusija srušile mađarsku republiku.
- 1941. – četnici napravili pogrom u Krnjeuši kod Bos. Petrovca, ubivši 240 seljana, etnički očistivši tako taj kraj od Hrvata.
- 1942. – tijekom kampanje "Napustite Indiju" (Quit India) Sveindijskog kongresa, britanske vlasti su u Bombaju uhitile indijskog nacionalnog vođu Mahatmu Gandhija i njegovih 50 sljedbenika.
- 1943. – Talijanski fašistički okupatori zapalili su 6 bračkih mjesta, a sama Selca gorila su 3 dana.
- 1945. – Na trećem zasjedanju u Beogradu AVNOJ proglašen za privremenu narodnu skupštinu Demokratske Federativne Jugoslavije
- 1945. – Drugi svjetski rat: Amerikanci bacili atomsku bombu na japanski grad Nagasaki, pri čemu je poginulo 70-90,000 ljudi
- 1954. – Kao odgovor na prijetnje SSSR-a i Istočnog bloka Jugoslaviji, Grčka, Turska i SFRJ zaključile su na Bledu (Slovenija) Balkanski savez o uzajamnoj političkoj suradnji i pomoći na rok od 20 godina. Otopljavanjem sovjetsko-jugoslavenskih odnosa poslije 1956. godine, taj savez je gubio na značaju, iako formalno nikad nije otkazan.
- 1965. – Bivša britanska kolonija Singapur postala je nezavisna država u okviru Commonwealtha poslije odcjepljenja od Malezije.
- 1974. – Richard Nixon podnio ostavku na mjesto predsjednika SAD. Istoga dana, dotadašnji potpredjednik Gerald Ford polaže prisegu i postaje 38. predsjednik SAD-a
- 1992. – Zatvorene su XXV. Olimpijske igre – Barcelona 1992.
- 2000. – U katastrofalnim poplavama u Indiji, Bangladešu, Butanu i Nepalu poginulo je 300 ljudi, a milijuni su ostali bez domova.
- 2001. – U pizzeriji u središtu Jeruzalema, bombaš samoubojica ubio je najmanje 15, a ranio 90 osoba

| - 1754. – Luj XVI., kralj Francuske († 1793.) - 1896. – Jean Piaget, švicarski istraživač - 1918. – Robert Aldrich, američki filmski režiser - 1922. – Philip Larkin, engleski književnik - 1927. – Marvin Minsky, američki kognitivni znanstvenik († 2016.) - 1928. – Bob Cousy, američki košarkaš i trener - 1931. – Mário Zagallo, brazilski nogometaš i trener († 2024.) - 1938. – Rod Laver, australski tenisač - 1968. – Gillian Anderson, američka glumica - 1973. – Filippo Inzaghi, talijanski nogometaš - 1978. – Audrey Tautou, francuska filmska glumica - 1985. – Anna Kendrick, američka glumica i pjevačica | - 378. – Valens, rimski car - 1668. – Jakob Balde, njemački isusovac i novolatinski pjesnik (* 1604.) - 1904. – Friedrich Ratzel, njemački geograf i etnograf (* 1844.) - 1916. – Guido Gozzano, talijanski pjesnik (* 1883.) - 1919. – Ernst Haeckel, njemački zoolog i filozof-prirodoslovac - 1919. – Ruggiero Leoncavallo, talijanski skladatelj (* 1858.) - 1941. – Sveta Edith Stein, katolička svetica(* 1891.) - 1956. – Ante Cettineo, hrvatski književnik (* 1898.) - 1962. – Hermann Hesse, njemački književnik (* 1877.) - 1975. – Dmitrij Šostakovič, ruski skladatelj (* 1906.) - 1987. – Frane Barbieri, hrvatski novinar i publicist (* 1923.) - 1992. – Blaž Kraljević, general bojnik Armije RBiH (* 1947.) - 2003. – Gregory Haynes, američki filmski glumac i step igrač - 2010. – Dragica Martinis, hrvatska sopranistica (* 1922.) - 2021. – Tomislav Petranović Rvat, hrvatski slikar (* 1934.) |